# Циса східна
Циса східна (Cissa hypoleuca) — вид горобцеподібних птахів родини воронових (Corvidae).

## Поширення
Cissa hypoleuca — мешкає в Китаї та  Південно-Східній Азії.
Відомі підвиди:
Cissa hypoleuca hypoleuca: у Східному Таїланді та Західному  Індокитаї;
Cissa hypoleuca jini: в південно-східному Китаї (Масив Гуансі)
Cissa hypoleuca concolor: в Північному В'єтнамі
Cissa hypoleuca chauleti: у Центральному В'єтнамі.